# Main Prem Ki Diwani Hoon
Adictos al Amor (en hindi: मैं प्रेम की दीवानी हूँ, lit. 'Estoy loca por Prem') es una película de comedia romántica dramática en hindi de 2003 dirigida por Sooraj Barjatya y producida por Rajshri Productions. La película es un refrito de la película Chitchor de 1976 y cuenta con Hrithik Roshan, Kareena Kapoor y Abhishek Bachchan en los papeles principales. Se estrenó a nivel nacional el 27 de junio de 2003 y recibió críticas negativas, además de ser un gran fracaso comercial en taquilla.   Sin embargo, la actuación de Bachchan fue bien recibida y le valió una nominación al Premio Filmfare al Mejor Actor de Reparto en los 49º Premios Filmfare.

## Trama
Sanjana es una joven alegre que acaba de graduarse de la universidad y, para desgracia de su madre, Susheela, no está contenta con la idea de tener que casarse algún día. 
Roopa, la hermana mayor de Sanjana, que vive en los Estados Unidos, llama a sus padres para informarles que un amigo suyo llamado Prem ha visto la foto de Sanjana y está interesado en conocerla. 
Prem es un hombre de negocios muy rico, que vive en los Estados Unidos con sus padres. Sanjana no está contenta con esto, pero acaba aceptando y conoce a Prem.
Al principio, Sanjana no podía soportar al entusiasta y extrovertido Prem, y le gasta una serie de bromas, pero a medida que comienzan a hacer más actividades juntos, se acaban enamorando, alegrando así a sus padres, quienes también lo adoran. Hasta que llega un día que regresa a los EE. UU. por su trabajo y promete volver. Sin embargo, Roopa informa a la familia que Prem no pudo asistir, por lo que enviaron a otra persona en su lugar.
Haciendo así que sus padres comprendieran que el Prem que llegó era otro, y que ahora su hija estaba embarazada de un empleado del Prem rico. Ellos no se lo dicen a su hija, pero la madre enfadada promete no volver a tratar bien al Prem falso, y antes de que él pudiera regresar, llega a la casa Prem Kumar, el rico, y se lo presentan a su hija como un amigo del otro Prem, sin decirle la verdad en ningún momento. Lamentablemente ya que ambos se llaman Prem y él que ella ama no se encuentra con ellos, se desatan una serie de confusiones que son malinterpretadas por todos, y cuando el otro Prem y Sanjana descubran la verdad, será muy tarde ya que será hora de su matrimonio.  
Sanjana está muerta de la ira de que su Prem, su amado, no haga nada ni impida esa boda, solo por su empleado del otro Prem. Aun así, decide aceptar su destino y la boda se realiza entre lágrimas, hasta que llega Prem a detenerla. Ella enfadada le reclama delante de todos y Prem Kumar decide no forzarla y dejarla vivir su amor con Prem.

## Elenco
- Kareena Kapoor como Sanjana Satyaprakash
- Hrithik Roshan como Prem Kishen Mathur
- Abhishek Bachchan como Prem Kumar
- Pankaj Kapoor como Suraj Satyaprakash
- Himani Shivpuri como Susheela Satyaprakash
- Reema Lagoo como Pooma Kumar
- Johnny Lever como Johnny
- Farida Jalal como la Señorita Kapoor
- Tannaz Irani como Roopa, hermana mayor de Sanjana
- Raju Shrivastava como Shambhu
- Vrajesh Hirjee como Rustom
- Shobha Khote como la madre Fernandes
- Ruby Bhatia
- Javeed Jaaferi